# メリー!メリーゴーランド
『メリー!メリーゴーランド』（ブリリアント・ムーン）は、日本の元歌手、佐藤ひろ美の5枚目のアルバムである。2009年2月4日にb-greenより発売された。販売元はキングレコード。

## 概要
- 前作『Brilliant Moon』から約1年7ヶ月ぶりとなるリリース。
- シングル「サヨナラ」「太陽ノ紅響曲」を含み、ボーナストラックとして2004年に発売されたシングル「Angelic Symphony」のリアレンジバージョンが収録されている。

## 収録曲
| #         | タイトル                            | 作詞         | 作曲         | 編曲         | 時間  |
| --------- | ----------------------------------- | ------------ | ------------ | ------------ | ----- |
| 1.        | 「メリー!メリーゴーランド」         | 佐藤ひろ美   | 菊田大介     | 菊田大介     | 5:00  |
| 2.        | 「太陽ノ紅響曲」                    | 上松範康     | 上松範康     | 菊田大介     | 5:08  |
| 3.        | 「銀色のアルカディア」              | Bee'         | 黒須克彦     | Chokix       | 4:13  |
| 4.        | 「サヨナラ」                        | 佐藤ひろ美   | 佐藤ひろ美   | 鈴木マサキ   | 4:23  |
| 5.        | 「茜色」                            | 猫野こめっと | 猫野こめっと | 猫野こめっと | 5:58  |
| 6.        | 「One Dream」                       | kanoko       | 菊田大介     | 菊田大介     | 3:45  |
| 7.        | 「ツナガル☆ミライ」                 | 佐藤ひろ美   | 上松範康     | 上松範康     | 4:10  |
| 8.        | 「MY HONEY SPRING」                 | 狩野伊太朗   | 藤田淳平     | 菊田大介     | 4:10  |
| 9.        | 「大スキのち大スキ!」               | 佐藤ひろ美   | 藤田淳平     | 藤田淳平     | 4:14  |
| 10.       | 「キミ＝ハート♥」                   | kanoko       | 菊田大介     | 菊田大介     | 3:45  |
| 11.       | 「消えないひこうき雲」              | おだちえり   | 虹音         | 虹音         | 4:13  |
| 12.       | 「夏の終わりに」                    | 佐藤ひろ美   | 藤間仁       | 藤間仁       | 4:58  |
| 13.       | 「REVOLUTION -超革命-」             | 佐藤ひろ美   | 宮崎京一     | ms-jacky     | 3:58  |
| 14.       | 「Angelic Symphony」(Humming ALive) | 上松範康     | 上松範康     | 中山真斗     | 4:07  |
| 15.       | 「MUSIC」                           | 佐藤ひろ美   | 西脇辰弥     | 西脇辰弥     | 4:15  |
| 合計時間: | 合計時間:                           | 合計時間:    | 合計時間:    | 合計時間:    | 66:17 |

## タイアップ一覧
| 楽曲                | タイアップ                                                                               |
| ------------------- | ---------------------------------------------------------------------------------------- |
| 太陽ノ紅響曲        | プレイステーション2専用ソフト『ギャラクシーエンジェルII 永劫回帰の刻』オープニングテーマ |
| 銀色のアルカディア  | ドラマCD『ムシウタbug』オープニングテーマ                                                |
| サヨナラ            | テレビアニメ『ムシウタ』エンディングテーマ                                               |
| 茜色                | PCゲーム『かぎろひ ～勺景～』オープニングテーマ                                          |
| One Dream           | PCゲーム『ツナガル★バングル』オープニングテーマ                                          |
| ツナガル☆ミライ     | PCゲーム『ツナガル★バングル』エンディングテーマ                                          |
| MY HONEY SPRING     | PCゲーム『春色☆こみゅにけ～しょん♪』オープニングテーマ                                   |
| 大スキのち大スキ!   | PCゲーム『ツナバン♥らぶみくす』エンディングテーマ                                        |
| キミ＝ハート♥       | PCゲーム『あねいも2H's』オープニングテーマ                                               |
| 消えないひこうき雲  | PCゲーム『にーづまかぷりっちょ』エンディングテーマ                                       |
| 夏の終わりに        | PCゲーム『ほしうた』エンディングテーマ                                                   |
| REVOLUTION -超革命- | トレーディングカードゲーム『プロジェクト レヴォリューション』イメージソング              |